# Life in the Streets
Life in the Streets – album studyjny amerykańskiego wykonawcy Prince Ital Joe z gościnnym udziałem Marky'iego Marka, wydany 29 kwietnia 1994 roku przez Ultraphonic Records.

## Lista utworów
Źródło: Discogs
| Nr  | Tytuł                         | Długość |
| --- | ----------------------------- | ------- |
| 1.  | „Life in the Streets” (Intro) | 1:43    |
| 2.  | „United”                      | 4:02    |
| 3.  | „Rastaman Vibration”          | 3:35    |
| 4.  | „Happy People”                | 3:58    |
| 5.  | „To Be Important”             | 3:54    |
| 6.  | „In Love”                     | 3:40    |
| 7.  | „Babylon”                     | 3:54    |
| 8.  | „Love of a Mother”            | 3:38    |
| 9.  | „Into the Light”              | 3:56    |
| 10. | „In the 90’s”                 | 3:16    |
| 11. | „Prankster”                   | 5:02    |
| 12. | „Life in the Streets”         | 3:44    |

## Notowania na listach sprzedaży
| Kraj       | Lista (1994)   | Najwyższa pozycja |
| ---------- | -------------- | ----------------- |
| Niemcy     | Albums Top 100 | 10                |
| Austria    | Alben Top 40   | 21                |
| Szwajcaria | Alben Top 50   | 42                |